# اودول-کالاما
بر پایه فهرست پادشاهان سومری، اودول-کالاما از اوروک هفتمین فرمانروای سومری در دودمان نخست اوروک (حدود سده ۲۶ پیش از میلاد) بود. او پسر اورنونگال و نوه گیلگمش بوده است. با این وجود، بر خلاف پیشینیان خود، او هیچ سند یا اثر شناخته شده دیگری که نام خود را ذکر کند، بر جای نگذاشته است، و ممکن است او یکی از چندین پادشاه کوچک اوروک باشد که به فهرست اضافه شده‌اند.
| عنوان سلطنتی      | عنوان سلطنتی                           | عنوان سلطنتی   |
| ----------------- | -------------------------------------- | -------------- |
| پیشین: اور-نونگال | پادشاه سومر حدود سده ۲۶ پیش از میلاد   | پسین: لا-باشوم |
| پیشین: اور-نونگال | انسی از اوروک حدود سده ۲۶ پیش از میلاد | پسین: لا-باشوم |